# Zelomorpha effugia
Zelomorpha effugia (лат.) — вид паразитических наездников рода Zelomorpha из семейства Braconidae. Назван в честь коротких научно-фантастических рассказов Escape Pod, которые  вдохновляли автора и соответствующего латинского слова (Escape; лат. effugiō, полёт).

## Распространение
Центральная Америка: Коста-Рика.

## Описание
Мелкие перепончатокрылые наездники, длина тела около 1 см. Эндопаразитоиды свободноживущих гусениц чешуекрылых (Erebidae), которые питались на Lacistemataceae: Cosmosoma hercyna (на растениях Lacistema aggregatum и Lozania pittieri).
Шпора передних голеней короче первого членика лапки; передние лапки с простыми когтями, не гребенчатые; яйцеклад короче половины длины метасомы; лоб ограничен килями. Вид был впервые описан в 2019 году американскими и канадскими энтомологами во главе с Сарой Мейеротто (Sarah Meierotto, Кентуккийский университет, Лексингтон, США).